# Pawel Sergejewitsch Snurnizyn
Pawel Sergejewitsch Snurnizyn (russisch Павел Сергеевич Снурницын; * 10. Januar 1992 in Jaroslawl; † 7. September 2011 in Tunoschna bei Jaroslawl) war ein russischer Eishockeyspieler, der während seiner Karriere bei Lokomotive Jaroslawl aus der Kontinentalen Hockey-Liga unter Vertrag stand.

## Karriere
Der in Jaroslawl geborene Snurnizyn durchlief während seiner Juniorenzeit die Jugendabteilung von Lokomotive Jaroslawl. Ab 2009 wurde er  in der Molodjoschnaja Chokkeinaja Liga beim Nachwuchsklub Loko Jaroslawl eingesetzt. In zwei Jahren absolvierte er 118 Partien, in denen ihm 43 Scorerpunkte gelangen. Zum Auftakt der Saison 2011/12 der Kontinentalen Hockey-Liga gehörte er zum erweiterten Aufgebot von Lokomotive Jaroslawl.
Am 7. September 2011 kam er bei einem Flugzeugabsturz bei Jaroslawl ums Leben. Die Mannschaft von Jaroslawl befand sich auf dem Weg zum ersten Saisonspiel beim HK Dinamo Minsk.

## Karrierestatistik
(Legende zur Spielerstatistik: Sp oder GP = absolvierte Spiele; T oder G = erzielte Tore; V oder A = erzielte Assists; Pkt oder Pts = erzielte Scorerpunkte; SM oder PIM = erhaltene Strafminuten; +/− = Plus/Minus-Bilanz; PP = erzielte Überzahltore; SH = erzielte Unterzahltore; GW = erzielte Siegtore; 1 Play-downs/Relegation; Kursiv: Statistik nicht vollständig)